# Los Llanos del Espinal
Los Llanos del Espinal är en ort i Mexiko.   Den ligger i kommunen Villa de Tututepec de Melchor Ocampo och delstaten Oaxaca, i den sydöstra delen av landet, 400 km söder om huvudstaden Mexico City. Los Llanos del Espinal ligger 30 meter över havet och antalet invånare är 132.
Terrängen runt Los Llanos del Espinal är platt åt sydväst, men åt nordost är den kuperad.  Närmaste större samhälle är Santa Rosa de Lima, 8,3 km nordväst om Los Llanos del Espinal. 